# Ollières (Var)
Ollières – miejscowość i gmina we Francji, w regionie Prowansja-Alpy-Lazurowe Wybrzeże, w departamencie Var.
Według danych na rok 1999 gminę zamieszkiwało 446 osób, a gęstość zaludnienia wynosiła 11 osób/km² (wśród 963 gmin regionu Prowansja-Alpy-W. Lazurowe Ollières plasuje się na 550. miejscu pod względem liczby ludności, natomiast pod względem powierzchni na miejscu 197.).